# Viltige groefbij
De viltige groefbij (Lasioglossum prasinum) is een vliesvleugelig insect uit de familie Halictidae. De wetenschappelijke naam van de soort is voor het eerst geldig gepubliceerd in 1848 door Smith.